# Lucky (Luisiana)
Lucky é uma vila localizada no estado americano de Luisiana, na Paróquia de Bienville.

## Demografia
Segundo o censo americano de 2000, a sua população era de 355 habitantes.
Em 2006, foi estimada uma população de 346, um decréscimo de 9 (-2.5%).

## Geografia
De acordo com o United States Census Bureau tem uma área de
21,2 km², dos quais 21,2 km² cobertos por terra e 0,0 km² cobertos por água.

## Localidades na vizinhança
O diagrama seguinte representa as localidades num raio de 24 km ao redor de Lucky.